# Mezzolara
Mezzolara (L'Amzulera in dialetto bolognese orientale) è la più popolosa frazione del comune di Budrio in provincia di Bologna. È situata 24 km a nord del capoluogo sulla strada che conduce a Molinella.

## Storia
Ci sono diverse ipotesi sull'origine del toponimo. Probabilmente questo deriva dalla massa (tenuta agricola) di tale Mozolario. In origine il territorio dipendeva da Ravenna e dalla Pieve di San Martino in Argine, per poi passare intorno al 1100 nei possedimenti di Bologna. Il centro era attraversato fino al 1816 dal torrente Idice, quando quest'ultimo venne deviato artificialmente verso est alla località denominata Roversella.

## Monumenti e luoghi d'interesse

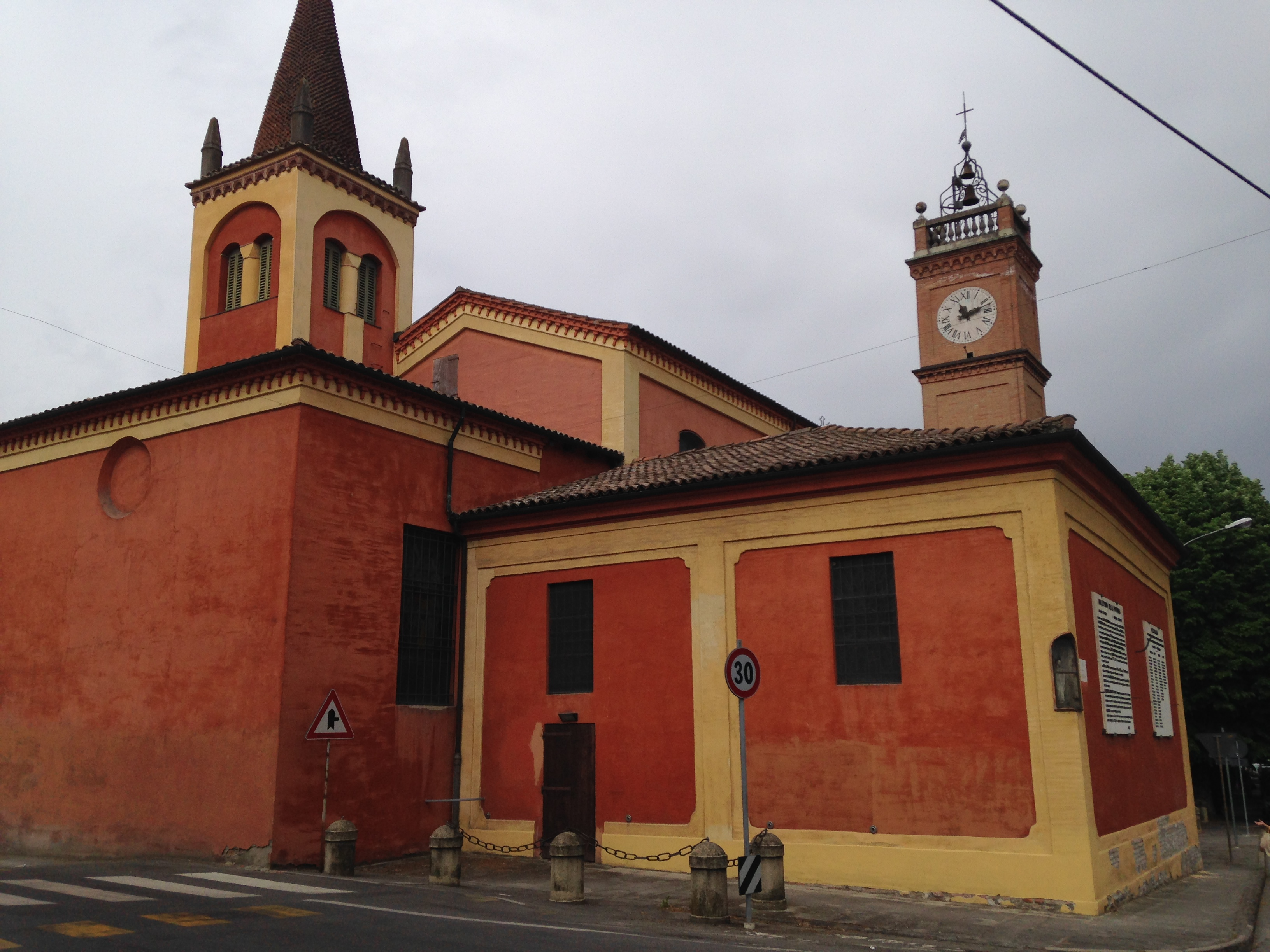
Chiesa di San Michele Arcangelo a Mezzolara

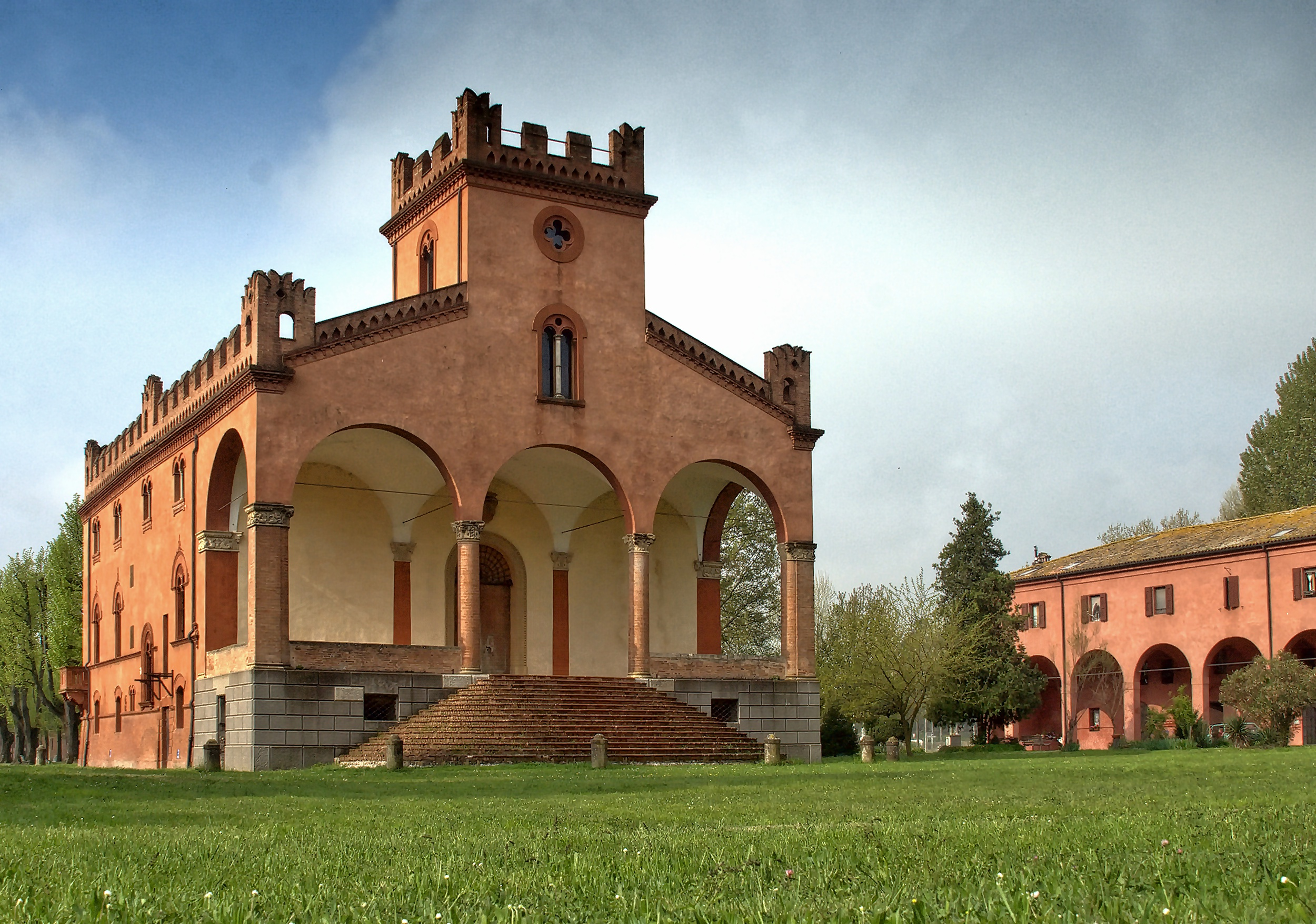
Villa Rusconi

- Chiesa di San Michele Arcangelo, risalente al XIII secolo. Era posizionata sull'argine sinistro dell'Idice, venne rimaneggiata più volte nel corso dei secoli. Ospita un importante dipinto di Denys Calvaert.
- Ospizio del Vulpino (Hospitale de Vulpino), risalente al XII secolo. Si trattava di un luogo caritatevole di assistenza e accoglienza per la comunità locale e per i viaggiatori che attraversavano il varco del torrente Idice nella strada verso la Molinella, San Martino in Argine e Durazzo.
- Complesso di Villa Rusconi, risalente al tardo '400 ma rimaneggiato fortemente nell'800.

## Infrastrutture e trasporti
Mezzolara dispone di una propria stazione lungo la linea Bologna-Portomaggiore.

## Sport

### Calcio
La principale squadra di calcio di Mezzolara è il Mezzolara, che attualmente milita in Eccellenza Emilia-Romagna